# Erechthias methodica
Erechthias methodica är en fjärilsart som beskrevs av Edward Meyrick 1911. Erechthias methodica ingår i släktet Erechthias och familjen äkta malar.
Artens utbredningsområde är Seychellerna. Inga underarter finns listade i Catalogue of Life.